# Anna Regina
Anna Regina es la capital de la región de Pomeroon-Supenaam de Guyana,  Se encuentra en la costa atlántica, al noroeste de la desembocadura del río Esequibo, a 19 km al norte de Adventure. 
Anna Regina fue fundada como ciudad en 1970 y su población era de 12.448 en el año 2002. Anna Regina tiene un mercado, un centro comunitario y una escuela secundaria. En junio de 2009 la Republic Bank Limited Guyana estableció una sucursal en la ciudad. El lago Mainstay está a 30 km de la ciudad.
Un número de sitios en Anna Regina tiene un significado histórico. Estos incluyen el Monumento Damon, La Cruz Damon, El Puente de Anna Regina, La Iglesia Anglicana de San Bartolomé y varias tumbas neerlandesas. 
Ha habido una plantación holandesa en el sitio desde principios del siglo XIX. Posteriormente cambió de propietario a un inglés que tuvo dos hijas: Anna y Regina.
Varios sitios en Anna Regina tienen importancia histórica. En 1988, se erigió el Monumento a Damon en honor a Damon, un esclavo que fue ejecutado tras protestar contra la introducción de aprendizaje. Otros sitios incluyen Damon's Cross, Aurora Chimney y Estate House, Anna Regina Bridge, Anna Regina Chimney, la Iglesia Anglicana de San Bartolomé y varias tumbas holandesas.